# 米德爾敦 (伊利諾伊州)
米德爾敦（英語：Middletown）是位於美國伊利諾伊州洛根縣的一個村落。

## 地理
米德爾敦的座標為40°06′02″N 89°35′29″W / 40.10056°N 89.59139°W，而該地最高點為海拔高度177米（即581英尺）。

## 人口
根據2010年美國人口普查的數據，米德爾敦的面積為0.62平方千米，當中陸地面積為0.62平方千米，而水域面積為0.00平方千米。當地共有人口324人，而人口密度為每平方千米522人。